# Vîrobî, Novohrad-Volînskîi
Vîrobî (în ucraineană Вироби) este un sat în comuna Polianivka din raionul Novohrad-Volînskîi, regiunea Jîtomîr, Ucraina.

## Demografie
Componența lingvistică a localității Vîrobî
     Ucraineană (98,75%)
     Rusă (1,25%)
Conform recensământului din 2001, majoritatea populației localității Vîrobî era vorbitoare de ucraineană (98,75%), existând în minoritate și vorbitori de rusă (1,25%).